# Братья Ло
Братья Ло, или Luo Brothers (кит. 罗氏兄弟) — это трио китайских художников, которые являются представителями и популяризаторами вульгарного искусства в Китае в начале XXI века, наиболее известны работами, где изображаются традиционные китайские благопожелательные символы наряду с продукцией современных брендов.
В 2005 году плакат «Добро пожаловать» братьев Ло был выбран в качестве официального художественного плаката для чемпионата мира по футболу 2006 года.

## История
Братьями Ло являются три брата— Ло Вэйдун (род.1963, выпускник Академии художеств Гуанси), Ло Вэйго (род. 1964, выпускник Академии изящных искусств Гуанчжоу), Ло Вэйбин (род.1972, выпускник Центральной академии искусств и дизайна) из Наньнина, Китай.
Художники начали сотрудничество в середине 1990-х годов, и их работа призвана служить барометром социально-экономических и культурных изменений в Китае, а не критикой коммунизма или капитализма. Популярность произведений Роберта Раушенберга и Джеффа Кунса в Китае в конце 1980-х годов оказала мощное влияние на развитие искусства яньсу братьями Ло. В 1998 они приняли участие в 24-й биеннале искусства в Сан-Паулу, после чего начали организовывать выставки практически по всему миру.

## Творчество
В работах братьев Ло часто преобладают красные тона, на картинах часто изображаются цветы, пухлые младенцы, рыба, фрукты. Изображения создаются в технике коллажа, затем печатаются на экране и окрашиваются лаком. В их работах сочетаются современные и традиционные предметы, а также аллюзия на прошлое благодаря использованию очень традиционных китайских средств массовой информации: чернил на бумаге и лаковой краски. Они часто создают изображения в коллажах в богатых красных тонах, изобилующих цветами, пухлыми младенцами, рыбой и фруктами, которые затем печатаются на экране и окрашиваются лаком. Братья Ло также создают расписные скульптуры из стекловолокна для детей, которые являются фигурами из китайской рекламы.
Культура общества потребления является важной темой для братьев Ло, так как они родились во времена Культурной революции и стали свидетелями экономического развития Китая, а также повышенного внимания к материальным ценностям. Их искусство может быть истолковано либо как празднование современной потребительской культуры Китая, либо как насмешка над ней.
В их произведениях часто можно встретить образ Мао Цзэдуна, как символ коммунистического прошлого, рядом с современными потребительскими товарами: пиццей, бургерами, иностранным пивом, банками Coca Cola и т. д. Братья Ло в своём творчестве выражают «бум» жизненной энергии, которая пришла с распространением в Китае атрибутов западной массовой культуры, они изображают общество, «в котором глаза и уши болят от 24-часового нападения цветов, света и шума».
Работы братьев Ло находятся в коллекциях Денверского художественного музея, Музея современного искусства Сан-Франциско, Фонда современного искусства Картье Художественного музея Фукуоки в Японии и других. Братья живут и работают в Пекине, Китай.